# Чхве Йо Чжін
Чхве Йо Чжін (кор. 최여진) — південнокорейська акторка.

## Біографія
Чхве Йо Чжін народилася 27 липня 1983 року в столиці Республіки Корея місті Сеул. Після того як її батьки розлучилися, вона переїздить до Канади де у 2001 році перемагає на конкурсі краси. Після перемоги вона вирішила повернутися на батьківщину щоб стати акторкою. Дебютувала на телебаченні Йо Чжін у 2002 році з другорядною роллю в серіалі «Кохання без перешкод», у 2005 році вона зіграла свою першу роль в кіно. Першу акторську нагороду принесла Йо Чжін роль в популярному медичному серіалі «Хірург Бон Даль Хї», в якому вона зіграла хірурга-інтерна. У наступні роки Йо Чжін багато знімалася в телесеріалах та була ведучою численних розважальних шоу. У 2012 році разом з відомим в Кореї танцюристом Пак Чі У вона перемогла у другому сезоні корейської версії шоу Танці з зірками.
У 2018 році вона зіграла одну з головних ролей в містичному серіалі «Чарівно / Жахливо». У лютому 2020 року відбудеться прем'єра фентезійного серіалу «Моя голографічна кохана», в якому знялася Йо Чжін.

## Фільмографія

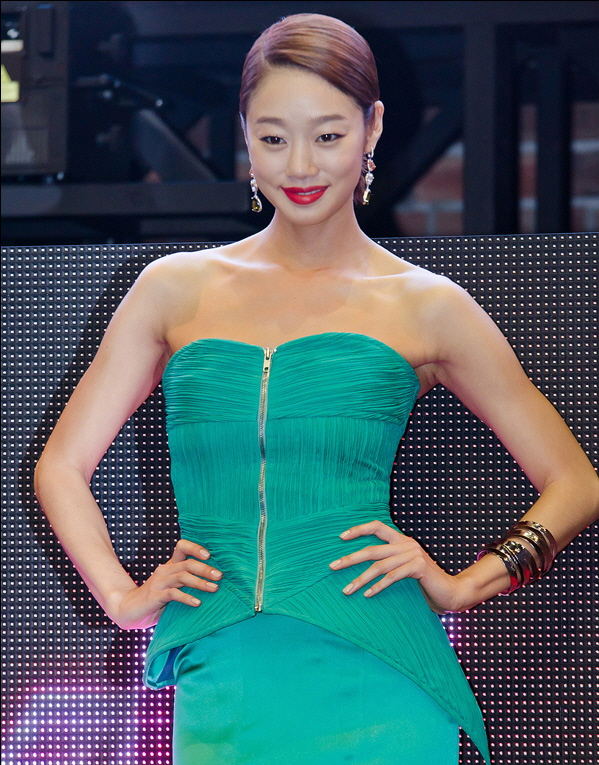
Чхве Йо Чжін у 2011 році

### Телевізійні серіали
| Рік  | Назва                                | Роль            | Мережа               |
| ---- | ------------------------------------ | --------------- | -------------------- |
| 2002 | «Кохання без перешкод»               | Чхве Йо Чжін    | KBS2                 |
| 2002 | «Чесне життя»                        | Чхве Йо Чжін    | SBS                  |
| 2004 | «Пробач, я кохаю тебе»               | Мун Чі Йон      | KBS2                 |
| 2005 | «Привіт мій вчитель»                 | Но Чжем Ма      | SBS                  |
| 2005 | «Адвокати»                           | Дебора Хон      | MBC                  |
| 2006 | «Невидима людина»                    | Чо Хьон Су      | KBS2                 |
| 2007 | «Хірург Бон Даль Хї»                 | Чо А Ра         | SBS                  |
| 2007 | «Золота наречена»                    | Ок Чі Йон       | SBS                  |
| 2007 | «Столичний скандал»                  | камео (1 серія) | KBS                  |
| 2008 | «Моя жінка»                          | Чан Те Хї       | MBC                  |
| 2009 | «Мрія»                               | Чан Су Чжін     | SBS                  |
| 2010 | «З кожним днем все чарівніша»        | Ім Йо Чжін      | MBC                  |
| 2011 | «Мені потрібна романтика»            | Пак Со Йон      | tvN                  |
| 2012 | «Одержимі мрією»                     | Ан Те Йон       | KBS2                 |
| 2012 | «Дорога Ти»                          | Пек ін Кьон     | jTBC                 |
| 2013 | «Втілення грошей»                    | Чон Чі Ху       | SBS                  |
| 2014 | «Аварійна пара»                      | Сім Чі Хє       | tvN                  |
| 2014 | «Праведне кохання»                   | Чан Хї Су       | tvN                  |
| 2015 | «Вершники: Спіймати завтрашній день» | Ко Те Ра        | E Channel, Dramacube |
| 2015 | «Коханець»                           | Чхве Чін Ньо    | Mnet                 |
| 2016 | «На шляху до аеропорту»              | Сон Мі Чін      | KBS2                 |
| 2017 | «Модна мама»                         | Бу Ті На        | MBC                  |
| 2017 | «Жонглери»                           | камео           | KBS2                 |
| 2018 | «Чарівно / Жахливо»                  | Кі Ин Хьон      | KBS2                 |
| 2020 | «Моя голографічна кохана»            | Ко Ю Чжін       | Netflix              |
| 2021 | «Міс Монте-Крісто»                   | О Ха Ра         | KBS2                 |

### Фільми
| Рік  | Назва                 | Роль                     |
| ---- | --------------------- | ------------------------ |
| 2005 | «Сеульські рейдери»   | Чхве Сон А               |
| 2005 | «Закохані в магію»    | камео                    |
| 2006 | «Мистецтво боротьби»  | Йон Є                    |
| 2006 | «Детектив містер Кон» | дівчина що доставляє їжу |
| 2008 | «Хлопчик-директор»    | асістентка               |
| 2015 | «Моя сестра — свинка» | Ю Чжа                    |
| 2017 | «Йонсун»              | вчителька англійської    |
| 2018 | «Діп»                 | Хї Чжін                  |

## Нагороди
| Рік  | Нагорода                                                          | Категорія                                            | Робота                        | Результат | Прим. |
| ---- | ----------------------------------------------------------------- | ---------------------------------------------------- | ----------------------------- | --------- | ----- |
| 2001 | Конкурс Сепермодель Канади (організований Elite та JoongAng Ilbo) | Н/Д                                                  | Н/Д                           | Перемога  |       |
| 2007 | Премія SBS драма                                                  | Нова зірка                                           | «Хірург Бон Даль Хї»          | Перемога  | [ 4 ] |
| 2008 | 44-та Премія мистецтв Пексан                                      | Краща нова акторка телебачення                       | «Золота наречена»             | Номінація |       |
| 2008 | 1-ша Корейська ювелірна премія                                    | Нагорода Сапфір                                      | Н/Д                           | Перемога  |       |
| 2010 | Премія розваг MBC                                                 | Нагорода за майстерність (акторка ситкому / комедії) | «З кожним днем все чарівніша» | Перемога  | [ 5 ] |
| 2012 | Танці з зірками. Корея                                            | Переможець 2 сезону                                  | Н/Д                           | Перемога  |       |
| 2015 | 4-та Премія «Зірок МААТР»                                         | Краще вбрання                                        | «Коханець»                    | Перемога  | [ 6 ] |